# Jägala-Joa
Jägala-Joa – wieś w Estonii, w prowincji Harju, w gminie Jõelähtme.